# Zastava Dominike
Zastava Dominike prihvaćena je 3. studenog 1978., a manje izmjene napravljene su 1981., 1988. i 1990. godine. Na zelenoj pozadini nalazi se crveni krug u kojem je papiga Amazona imperialis (Sisserou), okružena s deset zelenih zvijezda, koje predstavljaju deset župa otoka. Četiri pruge u tri boje (žuta, crna i bijela) izlaze vodoravno i okomito iz kruga.
Elementi na zastavi nose simboličan značaj. Papiga je nacionalna ptica Dominike i cilj joj je inspirirati građane da postignu svoje najviše ciljeve. Zvijezde simboliraju i nadu i jednakost, a linije u svojoj cjelovitosti formiraju križ i time pokazuju glavnu vjeru u ovoj zemlji. Tri linije od kojih se križ sastoji također simboliziraju Sveto Trojstvo. Boje na zastavi imaju sljedeće značenje: zelena predstavlja vegetaciju, crvena socijalnu pravdu, žuta sunčevu svjetlost, crna zemlju i afričko podrijetlo, a bijela bistre vode i čistoću.

## Vanjske poveznice
- Flags of the World
- Kolonijalne zastave - Flags of the World